# Univers 02
Univers 02 est une anthologie de huit nouvelles de science-fiction publiées entre 1955 et 1975, sélectionnées par Jacques Sadoul.
L'anthologie est la deuxième de la série Univers qui compte 30 ouvrages. Elle ne correspond pas à un recueil qui serait déjà paru aux États-Unis ; il s'agit d'un recueil inédit de nouvelles édité pour le public francophone.
L'anthologie a été publiée en septembre 1975 aux éditions J'ai lu dans la collection Science-fiction (no 614). L'image de couverture a été réalisée par Sergio Macedo ; elle reprend des personnages évoqués dans les nouvelles (Mao Zedong, Jésus de Nazareth et l'étoile de Bethléem, Tarzan, un dinosaure, un astronaute).
L'anthologie présente la nouvelle L'Étoile, qui a reçu le prix Hugo de la meilleure nouvelle courte 1956.

## Première partie: nouvelles

### Ce qui se passa rue des serpents ou l'Assassinat du président Mao
- Auteur : Michael Bishop.
- Titre original : The Assassination of Chairman Mao.
- Publication : Science Fiction Emphasis I, mai 1974.
- Situation dans l'anthologie : pages 9 à 77.
- Résumé :
- Liens externes :
  - Notice sur Noosfère
  - Notice sur iSFdb

### L'Étoile
- Auteur : Arthur C. Clarke.
- Titre original : The Star.
- Publication : Infinity Science Fiction, novembre 1955.
- Remarque : nouvelle aussi publiée dans Histoires divines.
- Situation dans l'anthologie : pages 78 à 85.
- Distinction : Prix Hugo de la meilleure nouvelle courte 1956.
- Résumé : Une expédition scientifique, partie pour un voyage spatial au long cours, se trouve à 3 000 années-lumière de la Terre. Elle se dirige vers la Nébuleuse du Phénix. Au centre de la Nébuleuse, une étoile devenue naine après avoir explosé. Quand l'expédition arrive à proximité de cette étoile, on découvre en orbite une petite planète qui, manifestement, fut jadis habitée. Il reste des reliquats d'une civilisation brillante. Le narrateur a fait des calculs et en est arrivé à une conclusion étonnante : c'est cette fameuse Étoile de Bethléem, devenue nova deux mille ans auparavant, qui avait été aperçue lors la naissance de Jésus-Christ et, selon la légende, avait servi de guide aux rois mages.
- Liens externes :
  - Notice sur Noosfère
  - Notice sur iSFdb
- Adaptation en série télévisée : série La Cinquième Dimension, saison 1 épisode 32 : L'étoile du berger (1985).

### Le Bruit meurtrier d'un marteau piqueur
- Auteur : Philippe Curval.
- Publication : 1975.
- Situation dans l'anthologie : pages 86 à 95.
- Remarque : nouvelle aussi publiée dans Le Livre d'or de la science-fiction : Philippe Curval.
- Résumé : Des Aliens sont arrivés sur Terre. Une guerre atomique a eu lieu, à la suite de laquelle des milliards d'humains sont morts. La planète est partiellement radioactive. Le narrateur habite dans une zone pas trop radioactive de Paris. Il développe une tumeur cancéreuse qui, pense-t-il, va bientôt le tuer. Un jour, il reçoit un message : les Aliens souhaiteraient le voir car il serait un « Élu ». Doit-il se rendre à l'invitation ? S'agit-il d'un piège ?
- Liens externes :
  - Notice sur Noosfère
  - Notice sur iSFdb

### L'Astronaute mort
- Auteur : J. G. Ballard.
- Titre original : The Dead Astronaut.
- Publication : Playboy, mai 1968.
- Situation dans l'anthologie : pages 96 à 111.
- Résumé : Vingt ans auparavant, Robert Hamilton est mort lors d'un vol spatial. Sa fusée avait été percutée par un déchet spatial. Depuis lors, sa fusée et lui sont en orbite autour de la Terre. Mais la loi de la gravité entraîne le retour de la fusée sur Terre. Jadis, Judith était tombée amoureuse de Robert. Aujourd'hui, accompagnée de son mari Philip (qui est le narrateur de la nouvelle), elle se rend à l'endroit supposé où la fusée devrait s'écraser. Judith et Philip ont payé des « pilleurs d'épaves » pour détecter l'endroit exact où la fusée va s'écraser et ramasser les restes de Robert pour qu'ils les lui remettent. Le soir dit, la fusée est visible dans le firmament et s'écrase non loin de là. Les pilleurs d'épaves s'y rendent et, quelques heures après, ramènent un sachet contenant les restes de Robert. Judith reste prostrée près de ces restes pendant longtemps. Mais étrangement, la santé de Judith et de Philip se détériore : ils vomissent et perdent leurs cheveux. Philip comprend alors le fin mot de l'affaire : Robert convoyait dans sa fusée une bombe atomique. En s'écrasant, la fusée, la bombe et Robert se sont mélangés, entraînant l'irradiation inattendue de Judith et de Philip.
- Liens externes :
  - Notice sur Noosfère
  - Notice sur iSFdb

### Cet enfoiré de Tarzan dans les vapes
- Auteur : Philip José Farmer.
- Titre original : The Jungle Rot Kid on the Nod.
- Publication : 1970.
- Situation dans l'anthologie : pages 112 à 120.
- Résumé : Dans un registre sarcastique et humoristique, l'auteur explique que la nouvelle est la transcription de « bandes magnétiques coupées et montées par hasard par Brachiate Bruce, le quadrumane toxicomane ». Ces bandes montrent un Tarzan, redevenu Lord Greystoke à Londres, en proie à la dépression nerveuse : il découvre la naissance du capitalisme industriel, la consommation de masse, la corruption généralisée, l'avachissement des mœurs, l'alcoolisme, etc. Sa douce Jane est devenue prostituée. Il ne rêve que d'une chose : retourner dans le Congo de son enfance et de son adolescence, pour y revoir ses amis les singes, en réalité bien plus civilisés que les humains.
- Remarque : la nouvelle est précédée d'une courte notice introductive d'Yves Frémion qui évoque Edgar Rice Burroughs, William S. Burroughs et Philip José Farmer.
- Liens externes :
  - Notice sur Noosfère
  - Notice sur iSFdb

### Ils sont reve…
- Auteur : Jean-Pierre Andrevon.
- Publication : 1975.
- Situation dans l'anthologie : pages 121 à 132.
- Résumé : Les humains découvrent soudainement et avec horreur que les vrais maîtres de la Terre, qui étaient partis il y a si longtemps, sont revenus. Il s'agit tout simplement des dinosaures…
- Liens externes :
  - Notice sur Noosfère
  - Notice sur iSFdb

### Fiche d'exploration spatiale
- Auteur : Forrest J. Ackerman.
- Titre original : Cosmic Report Card: Earth.
- Publication : 1973.
- Situation dans l'anthologie : page 133.
- Résumé : Cette nouvelle d'une page indique « Fiche d'exploration spatiale : résultat de l'examen d'entrée dans la Fédération Galactique : planète Terre », par l'examinateur Forrest J. Ackerman. Suit un énorme « zéro » souligné. En bas de page, la mention : « 1 : Admission - 0 : Refus ».
- Liens externes :
  - Notice sur Noosfère
  - Notice sur iSFdb

### La Tête et la Main
- Auteur : Christopher Priest.
- Titre original : The Head and the Hand.
- Publication : 1971.
- Nouvelle aussi publiée dans Le Livre d'or de la science-fiction : Christopher Priest.
- Situation dans l'anthologie : pages 134 à 150.
- Résumé :
- Liens externes :
  - Notice sur Noosfère
  - Notice sur iSFdb

## Partie thématique et encyclopédique

### Éditorial et introduction
- Éditorial par Jacques Sadoul, pages 5–6.
- Introduction : « Face aux feux du sommaire » par Yves Frémion, pages 7–8.

### Entretien
- « L'interview invertie, ou la Perception n'est pas la réalité » par Marianne Leconte : entretien avec Christopher Priest, pages 151 à 161.

### Article
- Article : « En parcourant le fleuve… : étude critique et chronologique de la collection ANTICIPATION du Fleuve Noir » par Italo Tomasini et Tomaso Tomasini[6], pages 162 à 179.

### Chronique, bibliographie et critiques
- Chronique : « Univers (2) de la SF » par Jacques Sadoul, pages 180-181.
- Bibliographie : « Parutions récentes 1er trimestre 1975 », par Yves Frémion, pages 182 à 184.
- Critiques : « Le Coin des spécialistes », par divers auteurs, pages 185 à 187.